# Руссос, Джордж
Джордж Ру́ссос (англ. George Roussos, также известный под псевдонимом Джордж Белл (англ. George Bell); 20 августа 1915, Вашингтон, округ Колумбия, США — 19 февраля 2000, Бэй-Шор, Нью-Йорк, США) — американский художник комиксов, наиболее известный как один из контуровщиков, сотрудничавших с Джеком Кирби, в том числе по ранним выпускам «Фантастической четвёрки» компании «Marvel Comics». На протяжении более пятидесяти лет создавал иллюстрации для многочисленных изданий, включая «EC Comics», а также был колористом в «Marvel Comics». Называл себя «старым греком».

## Биография
Родился 20 августа 1915 года в Вашингтоне (округ Колумбия, США) в семье греков Уильяма и Элен Руссосов. После того, как он и его сёстры Элен и Элис осиротели, Джорджа отправили жить в детский приют в Бруклин, а также для учёбы в государственной школе в Вудсайде (Куинс).
Увлечённый с ранних лет комиксами, Джордж был впечатлён искусством таких художников-карикатуристов как Фрэнк Миллер с его стрипом «Барни Бакстер», а также Честер Гулд, Стэн Кей, Роберт Фосетт и Хэл Фостер. «У меня не было никакого образования [в области искусства], за исключением того, чему я научился сам», говорил Руссос.
В 1939 году начал работать художником-шрифтовиком испаноязычной версии газетной панели «Хотите верьте, хотите нет» Роберта Рипли (Ripley’s Believe It or Not!). Хотя он и не умел читать по-испански, тем не менее знание греческого языка помогало ему в работе, так как, по его словам, между этими двумя языками есть много сходства.
В 1940 году Боб Кейн и Билл Фингер наняли Руссоса в качестве помощника контуровщика Джерри Робинсона, работавшего над серией комиксов о Бэтмене. В его обязанности входило рисование заднего плана, контуровка и леттеринг, начиная с Бэтмена № 2. Параллельно с этим он выполнял аналогичную работу над «Target and the Targeteers». В конечном итоге Руссос и Робинсон покинули студию Кейна и работали непосредственно на «National Comics» (будущее издательство «DC Comics»), создавая Бэтмена и других персонажей, среди которых на счету Руссоса были, в том числе, Джонни Квик, Супермен и Стармен.
В течение 1940-х годов Золотого века комиксов рисовал для «Timely Comics» (предшественницы «Marvel Comics»), «Avon Publications», «Standard/Better/Nedor», «Family», «Fiction House», «Hillman Periodicals», «Lev Gleason Publications» и «Spark». Получив в годы Второй мировой войны отсрочку от призыва в армию, по заказу корпорации «General Electric» создал 16 учебных брошюр, разосланных по всему миру. В обзоре под названием «20 величайших контуровщиков американских книг комиксов» Руссос занял 15 место, при этом отмечалось, что он настолько искусно обращался с кистью, что коллеги присвоили ему прозвище «Инки» (англ. Inky; англ. inker — контуровщик).
После короткой попытки открыть художественную школу совместно с коллегой Мортом Мескиным, в качестве ассистента художника участвовал в создании таких персонажей как Флэш Гордон, Одинокий рейнджер, Фантом и др.
В 1950 годах работал в «Atlas Comics» (предшественница «Marvel Comics»), «Crestwood», «EC Comics» и «St. John Publications».
В 1960-е годы Серебряного века комиксов Руссос приобрёл известность под псевдонимом «Джордж Белл», когда в качестве контуровщика в тандеме с Джеком Кирби создал одни из первых выпусков «Фантастической четвёрки» (1963—1964). Среди других героев были «Мстители» (возвращение Капитана Америки, 1964) и «Сержант Фьюри и его ревущая команда» (1963—1964).
В 1972 году, после непродолжительной работы в компании «Warren Publishing» (1970, 1971), стал штатным колористом в «Marvel».
В начале 1980-х годов также служил колористом в «Marvel».
Иногда работал таксистом в Нью-Йорке, когда уходил из «Marvel».
Во многих цветных изданиях комиксов «Marvel» Руссос не указан в списке создателей.
Будучи человеком эпохи Возрождения, увлекался архитектурой, астрономией, автомобилями, садоводством, натуральной медициной, философией и фотографией.
Умер 19 февраля 2000 года в Бэй-Шоре (Нью-Йорк) от сердечного приступа на 84 году жизни.

## Личная жизнь
Был дважды женат. Имел троих сыновей и дочь.

## Книги
- Roussos, George. The Bayard Cutting Arboretum History: A History and Description of William Bayard Cutting and His Country House, Westbrook, Great River, L.I. Oakdale, New York: The Board of Trustees and the Long Island State Park and Recreation Commission, 1984.[9][10]